# Energieberatung
Energieberatung ist eine Dienstleistung mit Informationen und Analysen zu den Themen Erzeugung, Speicherung, Transport, Bereitstellung, Verbrauch, Einsatz, Einsparung, Umwandlung und Rückgewinnung von Energie unter ökologischen sowie ökonomischen Aspekten.
In der Bautechnik wurde mit den Anforderungen aus der Wärmeschutzverordnung und seit 2002 mit der Energieeinsparverordnung die Energieberatung zunehmend erforderlich, um geeignete Konzepte zur Wärmedämmung und Energieeinsparung auszuarbeiten.
Um die energetische Sanierung von Wohngebäuden zu fördern, wurde vom Bundeswirtschaftsministerium das Programm Energiesparberatung vor Ort gestartet. Bei der Vor-Ort-Beratung für Wohngebäude, die vor dem 1. Januar 1984 gebaut wurden, wird das Gebäude zunächst untersucht und darauf aufbauend Vorschläge für sinnvolle Sanierungsmaßnahmen unterbreitet. Sie dient der Unterstützung des Eigentümers in seiner Entscheidung für Sanierungsmaßnahmen und stellt eine Vorbereitung für die Beantragung von vielen Förderprogrammen (z. B. das CO2-Gebäudesanierungsprogramm der KfW) dar. Seit 1. Dezember 2017 gibt der individuelle Sanierungsfahrplan (iSFP) als vereinheitlichte Ergebnisdarstellung und Beratungsnachweis im Förderprogramm Vor-Ort-Beratung einen verständlichen Überblick über die in einem Gebäude langfristig anstehenden Sanierungsmaßnahmen. Er ist aber in Deutschland nicht zwingend zu nutzen. Ausführliche Abschlussberichte einer BAFA-Vor-Ort-Beratung sind mitunter deutlich umfang- und detailreicher.
Durchgeführt wird die Beratung durch speziell vom Bundesamt für Wirtschaft und Ausfuhrkontrolle (BAFA) zugelassene Energieberater. Listen über Energieberater findet man z. B. auf der Webseite des BAFA.
Darüber hinaus fördert das Bundesministerium für Wirtschaft und Energie seit 1978 die Energieberatung der Verbraucherzentralen. Die Energieberater der Verbraucherzentralen beantworten bundesweit in acht Beratungsangeboten (Telefonberatung, Onlineberatung, Stationäre Beratung, Basis-Check, Gebäude-Check, Heiz-Check, Solarwärme-Check und Detail-Check) interessenneutral und anbieterunabhängig Fragen zum Thema Energieeinsparung sowie zur Verwendung regenerativer Energien in Privathaushalten. Die Kosten einer solchen Energieberatung ist hierbei zu einem Teil selbst vom Hausbesitzer zu tragen. Da jedoch, derartige Energieberatungen oft im Rahmen von förderfähigen Modernisierungsprojekten umgesetzt wird, sind auch ein Teil dieser Kosten förderfähig.
Auch zivilgesellschaftliche Organisationen wie der BUND führen Energieberatungen für Privatpersonen durch und bilden dazu ehrenamtliche Energieberater aus. Ein besonders niederschwelliges Format im Rahmen der Nachbarschaftshilfe ist das Energiecafé.
Für Österreich siehe O.Ö. Energiesparverband.